# Museo civico archeologico Oreste Nardini
Il Museo Civico Archeologico "Oreste Nardini" si trova a Velletri. Riaperto da alcuni anni dopo una serie di restauri ed interventi sulla struttura, accoglie oggi alcune opere considerevoli, come il famoso sarcofago di Velletri o Sarcofago delle Fatiche di Ercole.
Fin dal XVII secolo umanisti e prelati si cimentarono nel raccogliere antichità che affioravano nel territorio di Velletri, dando vita così al Museo Borgiano, alla Collezione Ginnetti, al Museo Diocesano, che in buona parte sono poi confluite nel Museo Civico Archeologico inaugurato nel 1920 dall'ingegner Oreste Nardini, Regio Ispettore ai Monumenti e Scavi di Velletri. I reperti che poi comporranno il Museo furono visti anche da Johann Wolfgang von Goethe, il quale ne decantò la bellezza nel suo libro Italienische Reise (Viaggio in Italia). Oggi buona parte delle opere più pregevoli, come la Pallade di Velletri conservata al Louvre di Parigi, sono lontane da Velletri.
Il museo si suddivide in due percorsi: 
- Itinerario archeologico; racchiude il cuore della collezione, con il Sarcofago delle Fatiche di Ercole, risalente al II secolo e rinvenuto nel 1955, la Lastra dell'Orante, del IV secolo, e le Terrecotte Volsche, rinvenute nel 1910. Altri reperti vennero rinvenuti nel 1881, mentre nel 1980 venne alla luce un sarcofago romano;

- Itinerario di Geopaleontologia e Preistoria dei Colli Albani; aperto nel 2005, è un interessante viaggio nella Preistoria dei Colli Albani, suddiviso in cinque sezioni:

- Geologia; uno scenografico "condotto di fuoco" conduce il visitatore in un ambiente che riproduce un'eruzione vulcanica;
- Paleontologia; vengono esposti reperti fossili e viene spiegata la fossilizzazione;
- Antropologia; viene analizzato lo sviluppo de primi uomini;
- Preistoria; tramite ricostruzioni fedeli, viene riproposto lo sviluppo dell'uomo prima della scoperta del fuoco;
- Protostoria; viene analizzata la vita dell'uomo prima della scrittura.